# Hip Young Things
Die Hip Young Things waren eine Independent-Band aus Bielefeld, die auch international Bekanntheit erlangte.

## Bandgeschichte
Die Hip Young Things fanden erstmals 1988 zusammen. Prämisse war, dass jeder der beteiligten Musiker ein Instrument übernehmen sollte, das er bisher noch nicht gespielt hatte. Die Band formierte sich 1990 neu, nachdem die ursprüngliche Sängerin Brit Bordeaux aus der Band ausgestiegen war. Nun übernahm Gründungsmitglied und Gitarrist Dirk Dresselhaus (* 28. August 1970 in Sennestadt, Pseudonym Schneider), der heute unter dem Namen Schneider TM besonders in der Electronica-Szene bekannt ist, auch die Gesangsparts. Im gleichen Jahr unterstützten sie die Walkabouts auf ihrer Europa-Tournee und erhielten in der Folge einen Plattenvertrag beim Glitterhouse-Label. Das Debütalbum Deflowered von 1992 wurde europaweit erfolgreich vertrieben und erhielt gute Kritiken. 1993 folgte dann die CD Root'n'Varies, die im Gegensatz zum Debütalbum nur mit akustischen Instrumenten aufgenommen wurde. Mit Shrug im Jahr 1994 knüpfte man dagegen wieder an die rauen Soundexperimente des Debütalbums an.
Die Band trat weiterhin regelmäßig live auf, unter anderem mit Pond, den Ramones, Tuesday Weld, Beck, The Cramps und The Jon Spencer Blues Explosion, und veröffentlichte 1996 ihr letztes Album Ventilator, das im Vergleich zu den Vorgängeralben stärker in Richtung Popmusik tendierte.
Die Hip Young Things lösten sich 1997 aufgrund „musikalischer und persönlicher Differenzen“ auf. Die Bandmitglieder blieben zum Teil in der Musikszene aktiv. Dresselhaus konzentrierte sich zunächst kurz auf sein Nebenprojekt Locust Fudge, das er seit 1992 mit Christopher „Krite“ Uhe betrieb und bereits stärkere Bezüge zur Elektronischen Musik aufwies und wurde dann zu Schneider TM. Edgar Winterhoff und Olaf Arndt arbeiteten weiter zusammen in der Band Slip. Im Jahr 2000 ging Arndt nach Berlin und wirkte als O. Love live und bei Plattenaufnahmen von Julia Hummer und der Berliner Band Mondo Fumatore mit, bei denen auch Christopher Uhe und J Mascis beteiligt waren. Außerdem war er als Live-Musiker für Jens Friebe und die Kings of Convenience tätig.

## Diskografie
- 1992: Deflowered
- 1993: Root'n'Varies (EP)
- 1994: Shrug
- 1996: Ventilator
- 1997: Castor Remixes Vol. 1-4

Alle Alben sind in Europa bei Glitterhouse erschienen, in den USA bei den Labels Avid und Flydaddy.